# Earl of Winchilsea

Wappen der Earls of Winchilsea and Nottingham seit 1826

Earl of Winchilsea ist ein erblicher britischer Adelstitel in der Peerage of England. Er ist seit 1729 mit dem Titel Earl of Nottingham verbunden. 

## Verleihung, nachgeordnete und weitere Titel
Der Titel wurde am 11. Juli 1628 für Elizabeth Finch geschaffen. Sie war am 8. Juli 1623 bereits zur Viscountess Maidstone erhoben worden. Diese war die Ehefrau von Sir Moyle Finch, 1. Baronet, einem langjährigen Mitglied des House of Commons. Nach dessen Tode wurde sie in den Adelsstand erhoben.
Als sie 1634 starb, erbte ihr jüngerer Sohn Sir Thomas Finch, 3. Baronet, ihre Titel, ihr älterer Sohn Sir Theophilus Finch, 2. Baronet, war bereits um 1619 gestorben. Er vereinte den Titel Baronet, of Eastwell in the County of Kent als nachgeordneten Titel mit dem Earldom. Die Baronetcy war 1611 für seinen Vater Moyle Finch geschaffen worden.
Dessen Sohn, dem 3. Earl, wurde 1660 für dessen Unterstützung der Stuart-Restauration der Titel Baron FitzHerbert, of Eastwell in the County of Kent, verliehen.
Beim Tod des 6. Earls of Winchilsea am 9. September 1729 erbte dessen Cousin zweiten Grades, Daniel Finch, 2. Earl of Nottingham, seine Titel. Dieser hatte bereits 1682 von seinem Vater den Titel Earl of Nottingham geerbt, der diesem 1681 verliehen worden war. Zudem führte er die nachgeordneten Titel Baron Finch, of Daventry in the County of Northampton und Baronet, of Raunston in the County of Buckingham, die seinem Vater 1673 bzw. 1660 verliehen worden waren. Die Earldoms Winchilsea und Nottingham, nebst nachgeordneter Titel, sind seither vereint.
Sämtliche genannten Titel gehören zur Peerage bzw. Baronetage of England. Der jeweilige Titelerbe (Heir Apparent) führt den Höflichkeitstitel Viscount Maidstone.

## Liste der Earls of Winchilsea

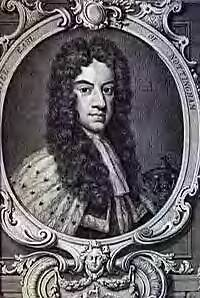
Daniel Finch, 7. Earl of Winchilsea, 2. Earl of Nottingham

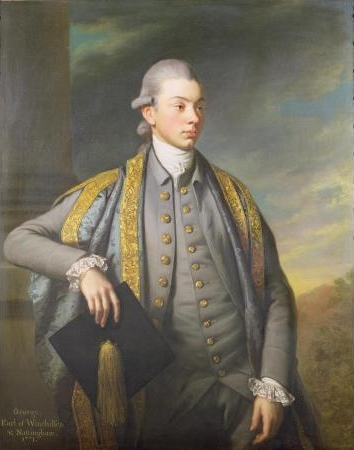
George Finch, 9. Earl of Winchilsea, 4. Earl of Nottingham

### Finch Baronets, of Eastwell (1611)
- Sir Moyle Finch, 1. Baronet († 1614)
- Sir Theophilus Finch, 2. Baronet (um 1573–um 1619)
- Sir Thomas Finch, 3. Baronet (1578–1639) (erbte 1634 den Titel Earl of Winchilsea)

### Earls of Winchilsea (1628)
- Elizabeth Finch, 1. Countess of Winchilsea (1556–1634)
- Thomas Finch, 2. Earl of Winchilsea (1578–1639)
- Heneage Finch, 3. Earl of Winchilsea (um 1635–1689)
- Charles Finch, 4. Earl of Winchilsea (1672–1712)
- Heneage Finch, 5. Earl of Winchilsea (1657–1726)
- John Finch, 6. Earl of Winchilsea (1683–1729)
- Daniel Finch, 7. Earl of Winchilsea, 2. Earl of Nottingham (1647–1730)
- Daniel Finch, 8. Earl of Winchilsea, 3. Earl of Nottingham (1689–1769)
- George Finch, 9. Earl of Winchilsea, 4. Earl of Nottingham (1752–1826)
- George Finch-Hatton, 10. Earl of Winchilsea, 5. Earl of Nottingham (1791–1858)
- George Finch-Hatton, 11. Earl of Winchilsea, 6. Earl of Nottingham (1815–1887)
- Murray Finch-Hatton, 12. Earl of Winchilsea, 7. Earl of Nottingham (1851–1898)
- Henry Finch-Hatton, 13. Earl of Winchilsea, 8. Earl of Nottingham (1852–1927)
- Guy Finch-Hatton, 14. Earl of Winchilsea, 9. Earl of Nottingham (1885–1939)
- Christopher Finch-Hatton, 15. Earl of Winchilsea, 10. Earl of Nottingham (1911–1950)
- Christopher Finch-Hatton, 16. Earl of Winchilsea, 11. Earl of Nottingham (1936–1999)
- Daniel Finch-Hatton, 17. Earl of Winchilsea, 12. Earl of Nottingham (* 1967)

Heir Apparent ist Tobias Joshua Stormont Finch-Hatton, Viscount Maidstone (* 1998).